# Sakazaki Yoshiaki
Yoshiaki Sakazaki (sinh ngày 15 tháng 5 năm 1974) là một cầu thủ bóng đá người Nhật Bản.

## Sự nghiệp câu lạc bộ
Yoshiaki Sakazaki đã từng chơi cho Júbilo Iwata.